# Karel Reiner
Karel Reiner (27. června 1910 Žatec – 17. října 1979 Praha) byl český hudební skladatel, klavírista a hudební publicista s židovskými kořeny.

## Život
Otec skladatele, Josef Reiner (1872–1942) byl vrchní kantor v žatecké synagoze. Studoval zpěv na vídeňské Conservatorium der Gesellschaft der Musikfreunde. V Žatci také zpěv a klavír vyučoval. Syn tak již v dětství získal základní hudební vzdělání. Po maturitě na německém gymnáziu v Žatci studoval na Právnické fakultě Univerzity Karlovy v Praze. Vedle toho studoval hru na varhany na Německé hudební akademii, hudební teorii a skladbu u Aloise Háby a kompozici na mistrovské škole u Josefa Suka. Právnická studia dokončil v roce 1933. Pokračoval studiem hudební vědy na Filozofické fakultě Karlovy univerzity a dál se vzdělával v kurzu čtvrttónové a šestinotónové hudby na Pražské konzervatoři u Aloise Háby, s nímž velmi těsně spolupracoval jako interpret na čtvrttónové piano.
V letech 1934–1938 působil jako pianista a skladatel scénické hudby v divadle D 35-39 Emila Františka Buriana. Účastnil se také činnosti Levé fronty a hudební sekce Svazu dělnických divadelních ochotníků československých. Byl členem výboru Sdružení pro soudobou hudbu Přítomnost a přispíval do odborných hudebních časopisů.
Po obsazení Československa Němci se musel kvůli nacistickým rasovým zákonům vzdát veřejné činnosti. V letech 1939–1943 pracoval jako redaktor Židovských listů v Židovské náboženské obci. Roku 1943 byl vězněn v Terezíně, kde se aktivně zapojil do kulturní činnosti jako klavírista i skladatel. Byl deportován do koncentračního tábora v Osvětimi, prošel i koncentračním táborem Kaufering. V závěru války se mu podařilo uniknout z pochodu smrti.
Po válce byl zaměstnán jako hudební referent novin Kulturní politika a Svobodné Československo . Byl jedním ze zakladatelů opery Divadla 5. května. V letech 1947–1949 byl tajemníkem Syndikátu českých skladatelů, v roce 1949 tajemníkem české sekce Svazu československých skladatelů. Potom byl obviněn z formalizmu a odeslán na roční tvůrčí dovolenou. Po roce 1951 působil v různých funkcích v rozmanitých kulturních institucích. Zároveň skládal tvorbu, která patřila k hlavnímu směřování masové písně 50. let. V letech 1964–1969 byl předsedou Českého hudebního fondu. V roce 1961 obdržel vyznamenání Za vynikající práci a roku 1967 byl jmenován zasloužilým umělcem.
Ve své tvorbě vycházel z netematického slohu a nauky o harmonii Aloise Háby. Nezanedbatelný je však i vliv Josefa Suka a E. F. Buriana. V poválečném období se jeho skladby formálně přibližují neoklasicismu. Po roce 1948 se také angažoval jako autor politické a masové písně a zkomponoval i řadu úprav lidových písní. Jeho skladatelské dílo je rozsáhlé. Napsal více než 280 menších i větších, převážně instrumentálních skladeb. Významnou část díla tvoří scénická hudba pro film, divadlo a rozhlas. Rovněž široká je i jeho činnost na poli hudební vědy a činnost publicistická. U některých děl publikovaných za okupace jeho jméno z rasových důvodů buď vůbec chybí, nebo ho svým jménem zaštítil Alois Hába.
Reinerovy písně z cyklu Květovaný kůň (na texty Reinerova kolegy, taktéž rasově pronásledovaného, Norberta Frýda pro děti ze židovských sirotčinců), divadelního představení Staročeská Esther (lidový text z 18. století připravovaný k realizaci Déčkem E. F. Buriana, ale nakonec premiérovaný v terezínském ghettu v režii Norberta Frýda) a jednu z předválečného minicyklu Tři písně milostné (Starodávná milá) ve svých úpravách nahrála skupina Květovaný kůň (Zuzana Hanzlová, Michal Hrubý, Petr Tichý, Jarda Svoboda) na album Ztracené písně (2016).
Melodie z cyklu Květovaný kůň a představení Staročeské Esther reinterpretovala také pianistka a zpěvačka Aida Mujačič, v podobném duchu jako Anthony Coleman písně M. Gebirtiga.
Zemřel roku 1979 v Praze. Byl pohřben na Vinohradském hřbitově.

## Dílo (výběr)

### Klavírní skladby
- 9 veselých improvizací pro klavír (1928–29)
- 5 jazzových studií pro klavír (1929–30)
- 27 invencí pro klavír (1929–30)
- Dvanáct. Suita pro klavír (1931)
- 1. sonáta pro klavír (1931)
- Fantasie pro čtvrttónový klavír (1932)
- 2. sonáta pro klavír „Vítězství“ (1942)
- 3. sonáta pro klavír (1961)
- Tři skladby pro klavír (1964–65)

### Komorní skladby
- 1. sonáta pro housle a klavír (1930);
- 1. smyčcový kvartet (1931)
- 7 miniatur pro dechový kvintet (1931)
- Suita pro sólové housle (1932)
- Koncert pro nonet (1933)
- Sonáta pro saxofon a klavír (1938)
- 2. smyčcový kvartet (1941)
- Sonáta brevis pro violoncello a klavír (1946)
- Sonatina ve čtvrttónovém systému pro trubku a pozoun (1946)
- 3. smyčcový kvartet (1947)
- 2 skladby pro lesní roh a klavír (1948)
- 4. smyčcový kvartet (1951)
- 4 skladby pro klarinet a klavír (1954–57)
- Elegie a capriccio pro violoncello a klavír (1957)
- Sonáta pro kontrabas a klavír (1957)
- 2. sonáta pro housle a klavír (1959)
- Malá suita pro 9 dechových nástrojů (1960)
- Dvě skladby pro hoboj a harfu (1962)
- Čtyři kusy pro sólový klarinet in B (1963)
- Tři preludia pro varhany (1963)
- 6 studií pro flétnu a klavír podle obrazu Františka Jiroudka (1964)
- Trio pro flétnu, basklarinet a bicí nástroje (1964)
- Suita pro harfu (1964)
- Suita pro fagot a klavír (1965)
- Klavírní trio (1965)
- Hudba pro 4 klarinety (1966)
- 3 koncertantní skladby pro basklarinet a klavír (1966)
- Črty pro klavírní kvartet (1966)
- Dvě skladby pro altový saxofon a klavír à Sigurd M. Rascher (1967)
- Koncertantní sonáta pro bicí nástroje (1967)
- Tři koncertní etudy pro cimbál (1967)
- Prolegomena pro smyčcový kvartet (1967)
- Zkratky pro žesťový kvintet (1968)
- Volné listy pro klarinet, violoncello a klavír (1969)
- Dua. Pět virtuózních skladeb v rozsahu c1 – h2 pro dvoje klarinety, hoboje, flétny či trubky a jejich kombinace (1969)
- Formule pro pozoun a klavír (1970)
- Záznamy pro fagot sólo (1970)
- Kresby. Komorní hudba pro klarinet, lesní roh a klavír (1970)
- Sentence pro flétnu, housle, violu a violoncello (1970)
- Tercety pro hoboj, klarinet a fagot (1971)
- Dua pro 2 čtvrttónové klarinety (1971).
- Hrátky pro dechový kvintet (1971–72)
- Akrostichon a Allegro pro basklarinet a klavír (1972)
- Růžový věnec drahokamů. 23 předeher, interpolací a doher pro varhany – hudba k recitaci (1972);
- Náměty pro kytaru (1973)
- Repliky. Trio pro flétnu, violu a harfu (1973)
- Preambule. 2. nonet (1974)
- Overtura ritmica per chitarra sola (1974)
- Sloky pro violu a klavír (1975)
- Portréty. Suita pro housle, violu a violoncello (1977)
- Partita pro soubor Symposium musicum (1977)
- Dialogy pro 2 flétny (1978)
- Marginálie pro basklarinet (1979)
- Panely. Sextet pro 2 trubky, lesní roh, 2 pozouny a tubu (1979)
- Hovory pro baryton-saxofon a flétnu (1979)

### Orchestrální skladby
- Suita pro velký orchestr (1931)
- Koncert pro klavír a orchestr v jedné větě (1932)
- Předehra a tanec. Úprava 2 částí ze scénické hudby ke hře „Mistr Pleticha“ pro orchestr (1935)
- Koncert pro housle a malý orchestr (1937)
- Koncert pro violoncello a orchestr (1942)
- Divertimento. Čtyři koncertantní skladby pro klarinet, harfu, smyčce a bicí nástroje (1947)
- Koncertantní suita pro dechové a bicí nástroje (1947)
- Zpěv z hor a Tanec pro lesní roh a orchestr (1949)
- 3 české tance pro orchestr (1949)
- Jarní předehra pro orchestr (1950, revidováno 1959)
- Sinfonia pro velký orchestr (1959)
- Motýli tady nežijí. 6 obrázků pro symfonický orchestr (1960, z hudby ke stejnojmennému filmu)
- Symfonická předehra pro velký orchestr (1963)
- Koncert pro basklarinet, smyčce a bicí (1966)
- Koncertantní suita pro symfonický orchestr (1967)
- Concertino pro fagot, dechové a bicí nástroje (1969)
- Promluvy pro komorní orchestr (1975)
- Hudba pro smyčce (1976)
- Diptych č. 2. Introdukce a Allegro pro symfonický orchestr (1976);
- Diptych č. 1. Sostenuto rubato pro symfonický orchestr (1977);
- Tři symfonické věty pro orchestr (1978)

### Písně
- Písně na slova Pavla Brandla pro zpěv a klavír (1931, český překlad Adolf Wenig)
- Jsem víc, jsem míň, Hledá se muž (slova Josef Hora (1934)
- Tři písně pro vyšší hlas a klavír na slova Antonína Sovy (1934);
- Sedm říkánek pro dětský hlas a klavír na slova Jana Doliny ze sbírky „Holahej“ (1935)
- 5 písní na německá a česká slova Karla Hynka Máchy s doprovodem sólových houslí ve čtvrttónovém systému (1936)
- Tři písně milostné pro zpěv a klavír
- 14 písní na Mathesiovy překlady čínských písní pro baryton a mezzosoprán s malým orchestrem (1936, 1946)
- Sládek dětem. Dvojzpěvy pro vysoký a nízký ženský hlas s doprovodem klavíru ve čtvrttónovém systému na slova Josefa Václava Sládka (1946).
- Abeceda. 27 jednohlasých říkanek s doprovodem klavíru na slova Miloše Holase (1947)
- Rodná země. Cyklus komorních písní pro tenor a klavír na slova Viléma Závady (1956)
- Písně na slova F. Th. Csokora pro nižší hlas a klavír (1967)
- Ábrnky. Pět písní dětem pro nižší hlas a klavír na slova Ljuby Štíplové, Dagmar Hilarové, Jiřího Havla a Václava Čtvrtka (1968)
- Tři psiny. Tři písničky dětem pro střední hlas a klavír na slova Jiřího Havla (1969)
- Aus den „Zahmen Xenien“. 11 písní pro bas a flétnu na slova Johanna Wolfganga Goetha (1970)
- Myší minibalady pro zpěv a klavír na slova Jiřího Havla (1972)
- Lieder nach Reiner Kunze. 5 písní na slova Reinera Kunze (1975)

### Sbory
- 6 dvouhlasých písní pro dětský sbor na slova Jana Doliny (1936)
- Květovaný kůň. Básně, hry a rýmovačky pro sóla, dětský sbor, recitátora a klavír na slova Norberta Frýda (1942)
- Tři pohádky pro ženský sbor podle Karla Jaromíra Erbena na slova Dalibora C. Vačkáře (1948)
- Sloky osvobozeného člověka. Mužský sbor na slova Antonína Sovy (1956)
- 6 dvojzpěvů pro ženský sbor s doprovodem klavíru na slova Josefa Václava Sládka (1958)
- Florian Geyer. Volné 4-8hlasé zpracování staré německé písně ze 16. století pro smíšený sbor s českým textem Františka Němce (1962)
- Mírová. Madrigal pro smíšený sbor na slova Bertolda Brechta v překladu Ludvíka Kundery (1963);

### Jevištní díla
- Jednota. Pantomima na vlastní libreto na počest jednotné fronty u příležitosti zavraždění studenta Zahradníčka (1933, provedení zakázáno).
- Zakletá píseň. Opera na slova Karla Josefa Beneše (1951)
- O strašlivém drakovi, princezně a ševcovi. Naivní opera o 4 dějstvích na polskou loutkovou hru Marie Kownatské v českém přebásnění Kamila Bednáře (1972)
- Máj. Hudba k voicebandové kompozici „Máje“ Karla Hynka Máchy v dramatizaci E. F. Buriana pro harfu a čtvrttónové harmonium ve čtvrttónovém systému (1935, divadlo D 36)

### Filmová hudba
- Odznak (1949, režie Ada Rys-Kavan)
- Zima (1956, režie Hanuš Burger)
- On partu nezradí (1957, režie Hanuš Burger)
- Motýli tady nežijí (1958, režie Miro Bernat)
- Sluneční laboratoř (1960, režie Miro Bernat)
- Pohádka pro kočku. Scénická hudba k televizní úpravě pohádky Karla Čapka (1960)
- Sklo (1961, režie Miro Bernat)
- Ledové moře volá (1961, režie Hanuš Burger)
- Dialogy s hvězdami (1964, režie Miro Bernat);
- Otto Gutfreund (1966, režie František Lukáš, cena v kategorii dokumentárního filmu soutěže o nejlepší hudební dílo vytvořené pro film a televizi 1967)
- Pomoc Florencii (1969, režie František Lukáš)
- Harmonices Mundi (1971, režie Miro Bernat)

### Dílo literární
- Technika hry na čtvrttónovém klavíru (Klíč 3, 1932/33, s. 22–23)
- Nový způsob notace ve dvanáctitónovém a čtvrttónovém (24 tónovém) systému (Klíč 3, 1932/33, s. 69–71)
- Interpretace nethematické hudby(Klíč 4, 1933/34, s. 46–48)
- Soudobá česká hudba (Československá vlastivěda VIII, Sfinx, B. Janda, Praha 1935)
- O voice-bandu (Mladá kultura 1, 1935, č. 3–4, s. 34–35)
- Moje zkušenosti při studiu čtvrttónové hudby (Velká opera 5. května I. List pro novou operu a jevištní tanec, 1947, č. 6, s. 136–139)
- O voicebandu (Hudební věda 7, 1970, č. 1, s. 96–99)